# Église Saint-Ferréol de Saint-Fergeux
L'église Saint-Ferréol est une église située à Saint-Fergeux, en France.

## Description
Le portail est sous une tour-porche carrée, de pierres et de briques. Les voûtes de la nef s'appuient sur des chapiteaux ornés de feuilles d'eau et de palmettes. 
À l'intérieur de l'église, l'autel de marbre, un lavabo de style flamboyant et deux lavabos Renaissance, un crucifix du XVIIe siècle et un buffet d'orgue attirent les regards. L'axe de la nef et l'axe du chœur forment une ligne brisée.
Il faut noter également les tableaux de Jacques Wilbault : le départ de l'enfant prodigue, la Résurrection, l'Institution du rosaire.

## Localisation
L'église est située rue de l'église, dans le centre de la commune de Saint-Fergeux, dans le département français des Ardennes.

## Historique
L'église a fait l'objet de plusieurs reconstructions. Les piliers de la nef, le transept et le chœur sont du XVIe siècle, mais la voute de la nef est de 1876. Les voutes du chœur sont plus récentes encore. 
L'édifice est inscrit au titre des monuments historiques en 1926.